# Playhouse Square

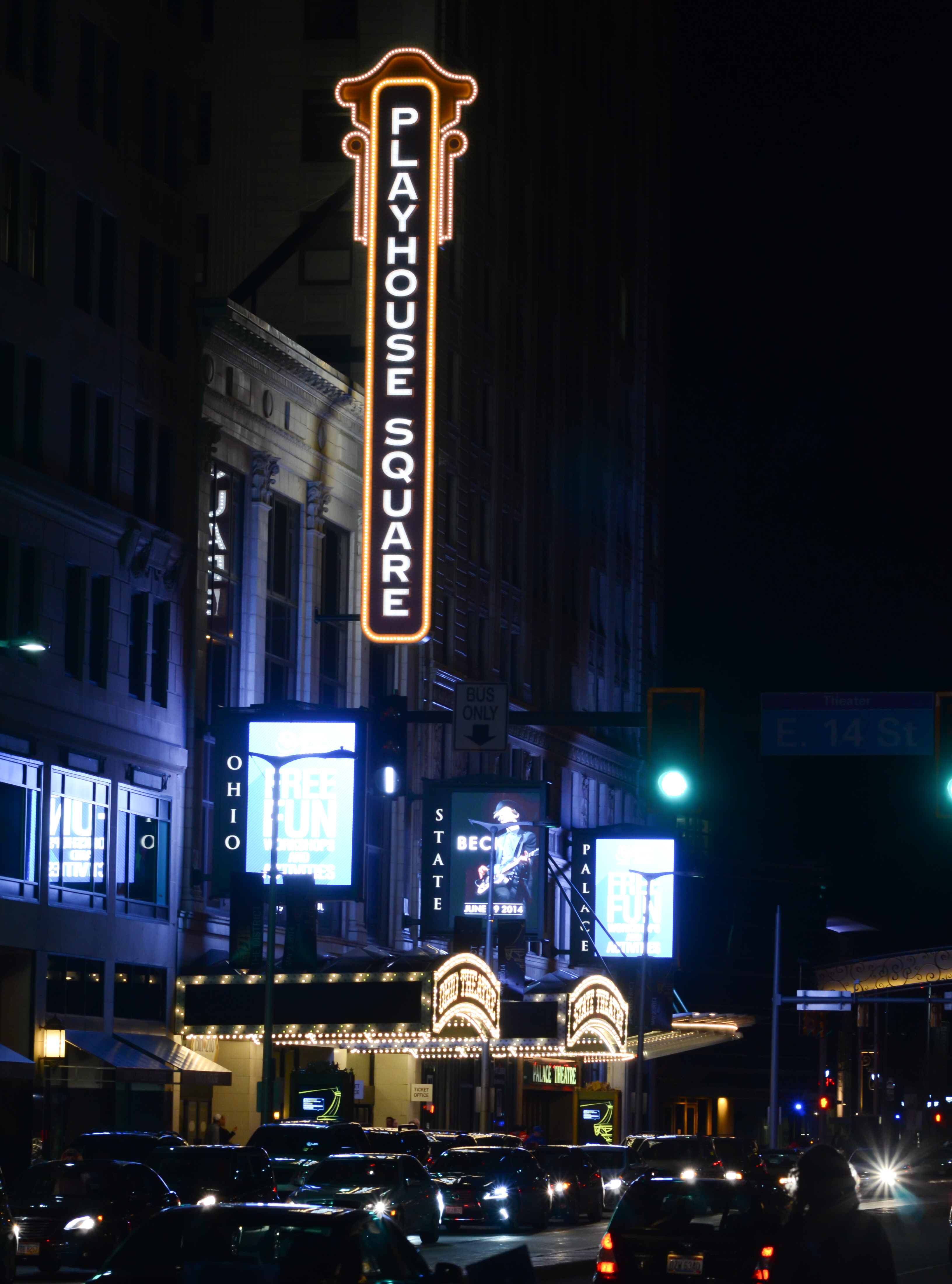
Playhouse Square

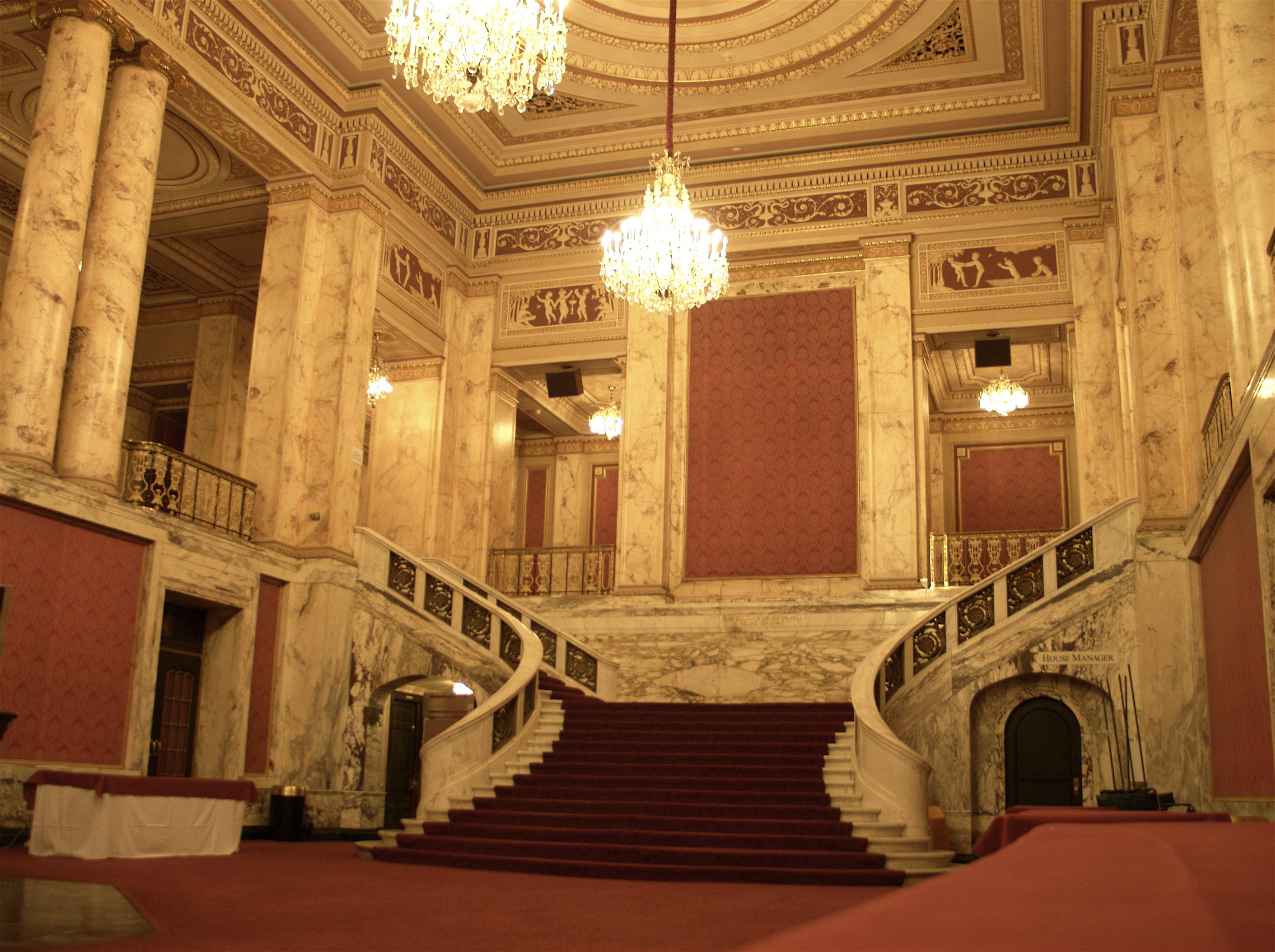
Lobby des Palace Theatre

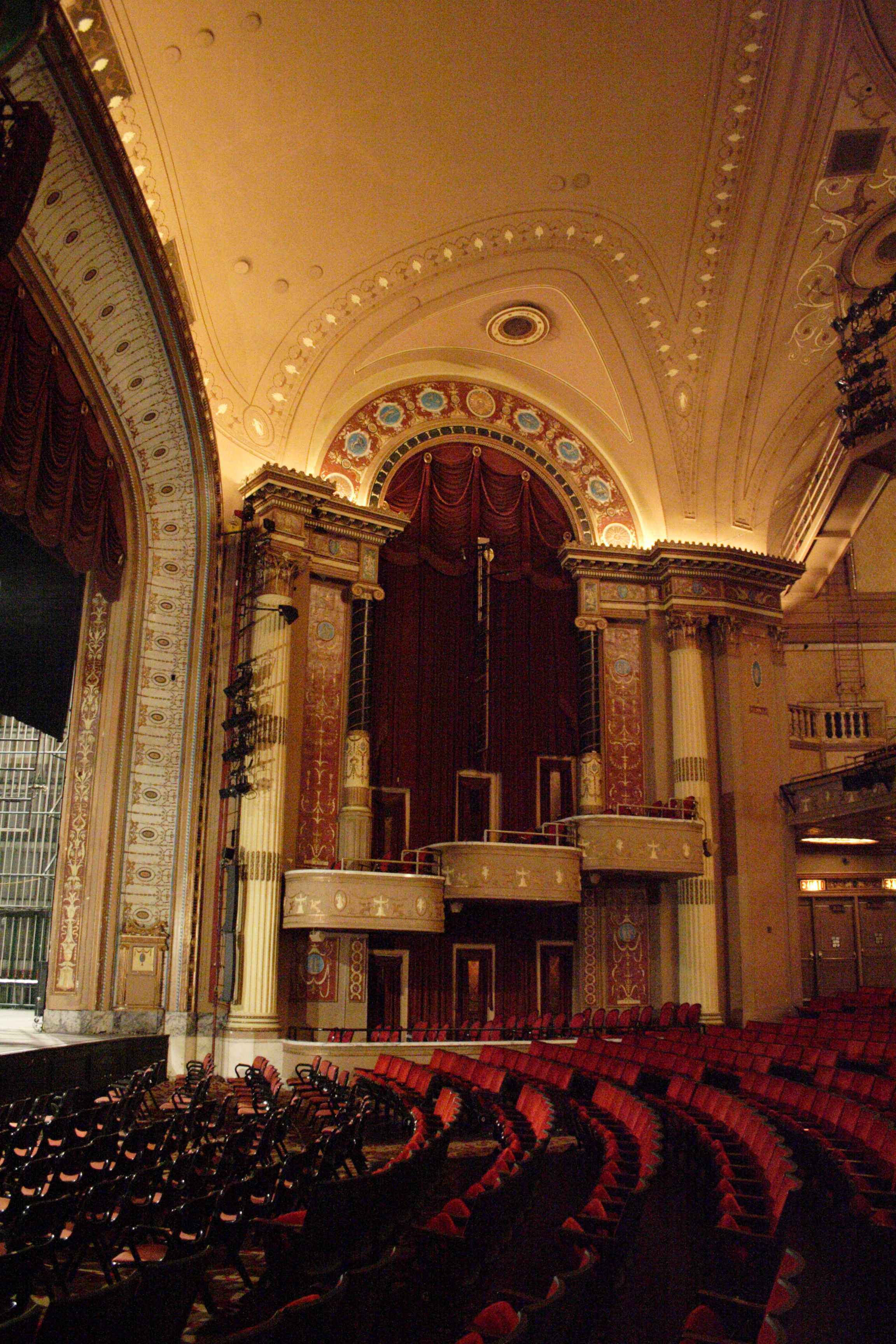
Zuschauerraum

Das Gebäudeensemble Playhouse Square in Cleveland (Ohio) ist ein Komplex von Theaterbauten aus den 1920er Jahren, der, vom unmittelbaren Abriss bedroht, in den 1970er Jahren durch Bürgerinitiative gerettet wurde. Heute gilt es nach Darstellung der Stiftung, die als Trägergesellschaft fungiert als weltgrößtes Projekt der Theaterrestaurierung und ist nach dem Lincoln Center in New York das zweitgrößte Kulturzentrum der USA, das den darstellenden Künsten gewidmet ist.
Es umfasst aktuell acht Spielstätten, darunter fünf große Theater und wird von jährlich mehr als einer Million Menschen besucht.

## Geschichte
Die fünf Theater (Ohio, Palace, State, Allen und Hanna) wurden nahezu gleichzeitig zu Beginn der Prosperitätsperiode der 1920er Jahre errichtet. 

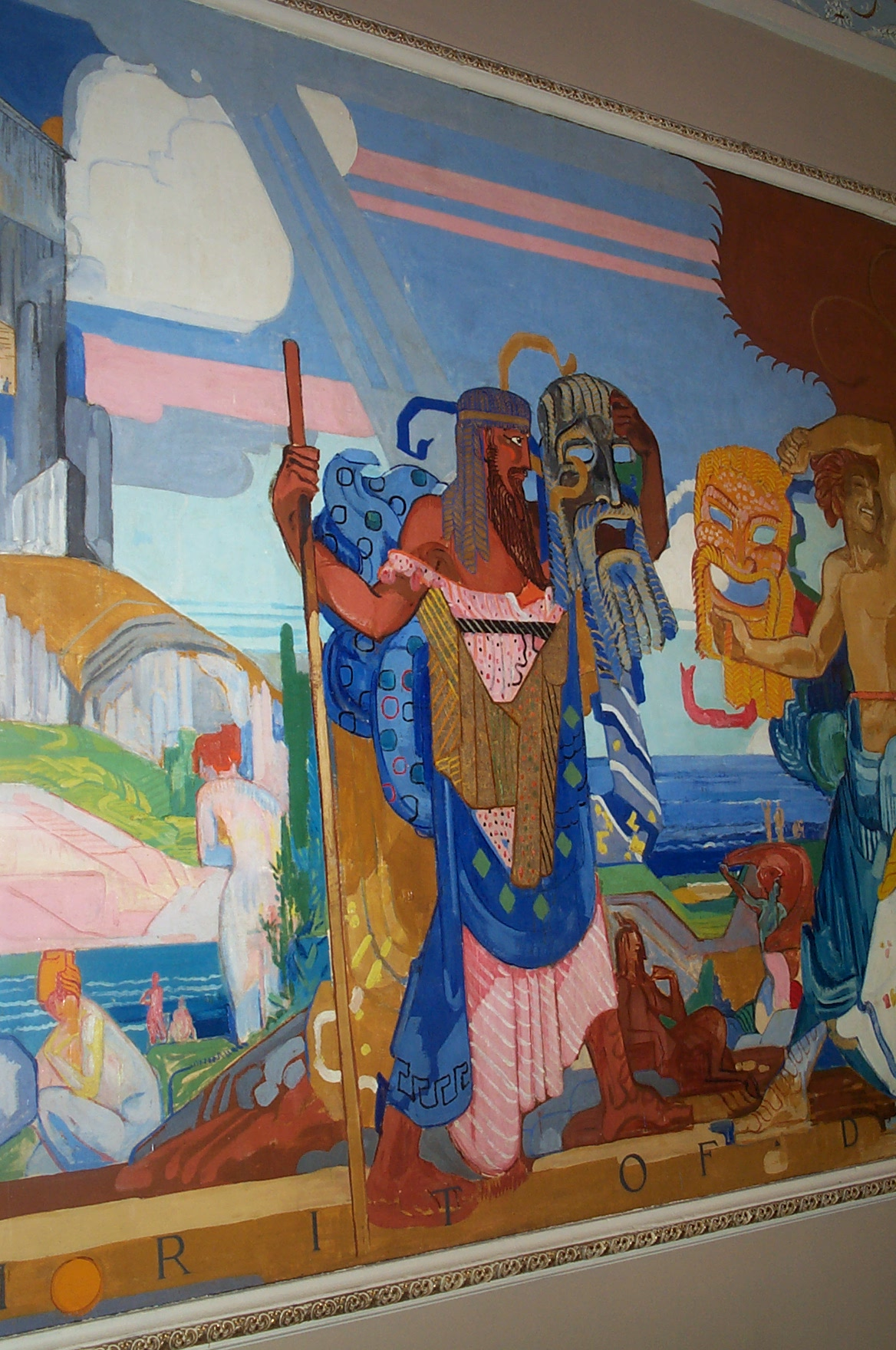
Daugherty, Wandgemälde: Der Geist des europäischen Dramas

Am 5. Februar 1921 eröffneten das State Theatre als Film- und Vaudeville-Bühne (es wurde am 2. Februar 1969 geschlossen und am 9. Juni 1984 wieder eröffnet). Bemerkenswert darin sind vor allem die vier großen Wandgemälde von James Daugherty (1890–1974).
Das Ohio Theatre wurde am 14. Februar 1921 eröffnet, es wurde am gleichen  Tag wie das State Theatre geschlossen und am 9. Juli 1982 wieder eröffnet. Vieles von seiner originalen Ausstattung ging durch einen Brand 1964 verloren. Das Ohio war dem Sprechtheater gewidmet. Sowohl das State wie das Ohio Theater wurden von dem spezialisierten Theater- und Kinoarchitekten Thomas W. Lamb geplant.
Das Hanna Theatre wurde am 28. März 1921 als Sprechtheater eröffnet, 1988 geschlossen und im September 1997 wieder eröffnet. Bemerkenswert ist hier die Kassettendecke.
Das Allen Theatre öffnete am 1. April 1921 als Filmpalast seine Tore. Seine Seitenlogen haben rein dekorativen Charakter. Geschlossen wurde es am 7. Mai 1968, wieder eröffnet nach einer Serie von Restaurierungen 1984, 1988 und zuletzt am 16. September 2011. Heute ist es die Heimstätte des Cleveland Play House.
Das Palace Theatre war dem Vaudeville gewidmet, ab 1926 dem Film. Eröffnet wurde es am 6. November 1922, geschlossen am 20. Juli 20, 1969. Es konnte am 30. April 1988 wieder eröffnet werden.
Die aufwändige Gestaltung dieser Theatersäle im Stil verschiedener Varianten  des Neoklassizismus umfasste die Verwendung von Carrara-Marmor, Edelhölzern, Wandgemälden, Stuck und Vergoldungen. Die Rotunde des Allen Theaters war beispielsweise Raffaels Villa Madama in Rom nachempfunden, das Palace hatte eine große blaue Sèvres-Vase zu bieten und die Grand Lobby des Ohio mit ihren korinthischen Säulen war dem Schloss Fontainebleau nachgebildet.
Negativ für dieses Theaterzentrum an der westlichen Euclid Avenue wirkten sich vor allem die Suburbanisierung und Deindustrialisierung nach 1945 sowie der Aufstieg des Fernsehens aus. Die Stahlstadt Cleveland schrumpfte auch zwischen 1920 800.000 Einwohnern auf 1980 573.000.
Nach 1970 waren die meisten dieser Theater nach Jahren der Leerstehung unmittelbar vom Abriss bedroht. Vandalismus und bauliche Vernachlässigung schienen in endgültige Zerstörung zu münden.
Unter Führung des Lehrers Ray Shepardson bildete sich allerdings eine Bürgerinitiative, die diesen Niedergang nicht tatenlos hinnehmen wollte.<ebenda, S. 7) Die Gruppierung "Playhouse Square Association" trat als Lobby auf und wurde 1970 als gemeinnütziger Verein anerkannt. Der unmittelbar drohende Abriss zweier Theater (Allen und State) mobilisierte 1972 eine breite Bürgerbewegung: Eine Aufführungsserie von "Jacques Brel Is Alive and Well and Living in Paris" erwies sich  1973–75 im State Theatre als Sensationserfolg.
Die Aktivisten des Denkmalschutzes schafften es, 40 Millionen Dollar in  Public-Private-Partnership aufzutreiben. Es gelang damit letztlich, alle fünf Theater zu retten, auch das Allen, das bis 1993 gefährdet war.
Die erfolgreiche Revitalisierung des Theaterviertels gilt als "one of the top 10 successes in Cleveland history."